# أرضيات (فصيلة)
أرضيات أو نمليات بيضاء أو فصيلة ترميتيدي (الاسم العلمي: Termitidae)، فصيلة من النمل الأبيض يعرف أفرادها عادة باسم النمل الأبيض الأعلى. هم من الناحية التطورية مجموعة النمل الأبيض الأكثر تخصصًا، حيث تتمتع أمعائهم بقدرة عالية على تحليل سللوز ليجنيني.